# Gouvernement Étienne Eyadema II
Quatrième République
Eyadema I Eyadema III
Le deuxième gouvernement de Étienne Eyadema est formé le 5 août 1969, quelques semaines avant l'instauration d'un parti unique togolais.

## Historique
Ce gouvernement se veut être un remaniement du précédemment, avec quatre ministres entrants et quatre ministres sortants.
Ce gouvernement entre en fonction moins d'un mois avant la création du parti unique du Rassemblement du peuple togolais (RPT).

## Composition

### Président
| Portrait           | Fonction                                                         | Titulaire | Titulaire          | Parti |
| ------------------ | ---------------------------------------------------------------- | --------- | ------------------ | ----- |
| Gnassingbé Eyadema | Président, chef d'état-major et ministre de la Défense nationale |           | Gnassingbé Eyadema | RPT   |

### Ministres
| Fonction                                                                                    | Titulaire             | Titulaire      | Parti |
| ------------------------------------------------------------------------------------------- | --------------------- | -------------- | ----- |
| Garde des Sceaux Ministre de la Justice                                                     |                       | Janvier Chango | RPT   |
| Ministre de l'Intérieur                                                                     | James Assila          |                | RPT   |
| Ministre de la Santé publique                                                               | Albert Alidou Djafalo |                | RPT   |
| Ministre des Affaires étrangères                                                            | Joachim Hunlédé       |                | RPT   |
| Ministre des Travaux publics, des Mines, des Transports et des Postes et Télécommunications | Alex Mivedor          |                | RPT   |
| Ministre des Finances, de l'Économie et du Plan                                             | Jean Tevi             |                | RPT   |
| Ministre du Commerce, de l'Industrie, du Tourisme et du Plan                                | Nanamale Gbegbeni     |                | RPT   |
| Ministre du Travail, des Affaires sociales et de la Fonction publique                       | Benoît Malou          |                | RPT   |
| Ministre de l'Information                                                                   | Frédéric Ali Dermane  |                | RPT   |